# 马边两极虫
马边两极虫（学名：Myxidium mapienense）为两极科两极虫属的动物。在中国，分布于四川等，营寄生生活，寄生在白缘䱀的肾。